# Stejnosměrný proud o vysokém napětí
HVDC (anglicky high-voltage direct current, stejnosměrný proud o vysokém napětí) je dálkový přenos elektřiny pomocí elektrické přenosové soustavy používající stejnosměrný proud (na rozdíl od běžnějšího střídavého proudu).
Většina HVDC vedení používá stejnosměrné napětí mezi 100 kV a 800 kV. V roce 2019 bylo v Číně dokončeno 3300 km dlouhé vedení s napětím 1100 kV a kapacitou 12 GW. Tento projekt položil základy pro mezikontinentální přepravu elektrické energie, která by mohla pomoci řešit problémy s nepravidelnými dodávkami z větrných a fotovoltaických elektráren.
Současná HVDC technologie byla vyvinuta v 30. letech 20. století ve Švédsku a Německu. Prvními komerčními instalacemi bylo v roce 1951 spojení mezi Moskvou a Kaširou a v roce 1954 pak 100 kV spojení mezi Švédskem a ostrovem Gotland o kapacitě 20 MW.

## Výhody
V závislosti na použitém napětí a technologii jsou ztráty na HVDC linkách délky 1000 km kolem 3,5 %, což je zhruba polovina oproti střídavému proudu (6,7 %) při použití stejného napětí. Rozdíl je způsoben tím, že stejnosměrné vedení přenáší jen činný výkon, zatímco střídavé přenáší obě složky: činný i jalový výkon. Výhodou je, že HVDC umožňuje přenos mezi nesesynchronizovanými systémy, což zabraňuje řetězovým výpadkům dodávek elektřiny. Stejnosměrný přenos netrpí skin efektem, kdy je elektrický proud vytlačován k povrchu vodiče, čímž se zvyšuje odpor vodiče (místo toho proudí celým průřezem vodiče a tím jsou omezeny i ztráty ohříváním vodiče). Elektrická kapacita musí být u stejnosměrného proudu překonávána jen jednou (při zapnutí napájení nebo změně napětí), zatímco u střídavého neustále, což limituje délku elektrického vedení.

## Nevýhody
Nevýhodou HVDC jsou v konverzi, vypínání, ovládání, dostupnosti a údržbě. Konverze probíhá v měnírnách, které obsahují střídače, jež jsou velké a nákladné. U kratších vedení mohou být ztráty při konverzi vyšší než u střídavých napětí. Náklady na konvertory nemusí být kompenzovány snížením nákladů na výstavbu HVDC vedení a nižšími ztrátami. Dostupnost HVDC je nižší, protože jsou takové přenosové soustavy konstrukčně složitější, takže obsahují více prvků, které mohou selhat. Mechanické odpínače a jističe mají u stejnosměrného proudu větší problémy s elektrickým obloukem, které je nutné řešit hybridními zařízeními, které kombinují polovodičové a mechanické prvky. Provozování HVDC vyžaduje mít v záloze mnoho specializovaných zařízení, protože HVDC je méně standardizováno a rychleji se vyvíjí. Řízení víceuzlových HVDC vedení vyžaduje robustní vzájemnou komunikaci mezi měnírnami kvůli regulaci. Víceuzlová HVDC vedení jsou tak velmi vzácná – v roce 2012 byla v provozu jen dvě: Hydro Québec – New England mezi Radisson, Sandy Pond a Nicolet a spojení Sardinie–Itálie, které bylo v roce 1989 rozšířeno o ostrov Korsika.